# Springer Publishing
Ne doit pas être confondu avec Axel Springer (entreprise) ou Springer Science+Business Media.
Pour les articles homonymes, voir Springer.
Springer Publishing est une maison d'édition américaine spécialisée dans les publications académiques.
L'entreprise est fondée à New York en 1950 par Bernhard Springer un arrière-petit-fils de Julius Springer, fondateur de Springer Verlag.